# 1402 v. Chr.
Portal Geschichte | Portal Biografien | Aktuelle Ereignisse | Jahreskalender | Tagesartikel

◄ |
16. Jahrhundert v. Chr. |
15. Jahrhundert v. Chr. |
14. Jahrhundert v. Chr. |
►

1390er v. Chr. |
1380er v. Chr. |
►

1402 v. Chr. |
1401 v. Chr. |
1400 v. Chr. |
1399 v. Chr. |
► |
►►

## Gestorben
- Xiang Jia, König über China (* unbekannt)